# Tân Mỹ, Thanh Bình
Tân Mỹ là một xã thuộc huyện Thanh Bình, tỉnh Đồng Tháp, Việt Nam.

## Giáo dục y tế
Trường THCS-THPT Tân Mỹ được xây cất tạo niềm hứng khởi cho người dân xây dựng nông thôn mới giúp học sinh học hành thuận tiện hơn ko phải ra thị trấn khó khăn như trước.
Là một xã vùng sâu của huyện thanh bình nhưng học sinh ở đây luôn có truyền thống hiếu học.
Đối với người dân Tân Mỹ có học mới có nghề nên tình trạng thất học nghĩ học giữa chừng cũng không có nhiều

## Lịch sử
- Quyết định 11-HĐBT[2] ngày 19 tháng 02 năm 1983 của Hội đồng Bộ trưởng, chia xã Tân Phú thành hai xã lấy tên là xã Tân Phú và xã Tân Mỹ.
- Quyết định 13-HĐBT[3] ngày 23 tháng 02 năm 1983 của Hội đồng Bộ trưởng, xã Tân Mỹ thuộc huyện Thanh Bình.